# Miss Mundo 1951
Miss Mundo 1951 foi a 1ª edição do concurso de beleza feminino de Miss Mundo. O certame foi idealizado e produzido pelo gerente de vendas publicitárias da Mecca Leisure Group, Eric Douglas Morley como uma das atrações do "Festival of Great Britain" realizado pela primeira vez em 1951. Tendo como palco o Lyceum Theatre, Eric conseguiu reunir vinte e sete (27) candidatas, sendo seis (6) de outros países e vinte e uma (21) britânicas. A vencedora, pela primeira e única vez na história do concurso anunciada de biquíni, foi a representante da Suécia, Kerstin "Kiki" Margareta Håkansson.

## Histórico

### Nascimento do concurso
O "Lyceum Ballroom", localizado a 800 metros da margem sul do Rio Tâmisa, onde o Festival da Grã-Bretanha estava sendo realizado, cruzando a ponte Waterloo e a alguns passos da famosa The Strand Street, em Westminster, Londres, pertencia à Mecca Dancing (atual Mecca Leisure Group). Estando tão perto da sede do Festival da Grã-Bretanha, seus organizadores perguntaram a Mecca se eles poderiam contribuir de alguma forma para o Festival. Eric Morley, que era o gerente de vendas de publicidade da empresa, foi responsável por encontrar ideias inovadoras para o festival. Ele queria criar alguma atividade ou evento que atraísse a atenção, não apenas para jovens, mas para pessoas de todas as idades. Foi assim que ele sugeriu a criação de um concurso internacional de beleza e o propôs aos organizadores do Festival. Naquela época, pequenos concursos de beleza criados por Morley já eram organizados e sua popularidade estava aumentando. A ideia de Morley era realizar um concurso de beleza que atraísse a atenção, não apenas no Reino Unido, mas internacionalmente e que divulgaria publicidade à Grã-Bretanha em todo o mundo. O concurso atrairia candidatas de vários países e, pelo menos, seria possível obter publicidade nos países de onde essas concorrentes viriam.
A sugestão foi aceita pelos organizadores do Festival e Morley imediatamente começou a trabalhar em sua ideia. Ele viu que a moda de biquíni estava sendo um sucesso na época e decidiu que o concurso mostraria mulheres bonitas usando aquela roupa minúscula. Inicialmente, o evento seria chamado de "Concurso de Biquíni para Meninas do Festival da Grã-Bretanha", mas devido ao seu caráter internacional e após o comentário de alguns jornalistas, Morley decidiu chamá-lo de "Miss Mundo" depois de se certificar de que o nome não havia sido anteriormente usado ou patenteado.

### Prospecção de candidatas iniciais
Morley não tinha experiência em organizar um evento dessa magnitude, então ele teve muitas dificuldades a princípio. A primeira coisa foi conseguir que vários países do mundo pudessem se interessar e enviar uma representante. Através de seus contatos, ele conseguiu enviar convites para uma dúzia de países (Estados Unidos, França, Bélgica, Suécia, Dinamarca, Irlanda, Alemanha, Finlândia, Suíça, Holanda, Turquia e Japão) depois de passar horas escrevendo cartas e telefonando à procura de pessoas para encontrar candidatas nessas nações. De todos esses países, recebeu uma resposta afirmativa de cinco deles, mas o tempo estava se esgotando. Uma das principais objeções que ele encontrou foi precisamente que as meninas deviam usar biquíni e, por esse motivo, Miss Irlanda, Patsy O'Hara e Miss Turquia, Guler Ariman, se recusaram a viajar para Londres para a competição. Morley achou que era uma má ideia planejar seu concurso apresentando garotas de biquíni e não o maiô tradicional, mas era tarde demais para mudar sua opinião.
Naquela época, não havia taxas de registro ou franquias a pagar. As próprias candidatas, ou seus patrocinadores, em seus respectivos países, tiveram que pagar as passagens aéreas para Londres, enquanto Morley conseguiu acomodações gratuitas graças ao patrocínio de alguns hotéis. Embora alguns países já tenham escolhido suas rainhas da beleza, elas não viajaram para Londres para a primeira edição do Miss Mundo. Elas foram, além das belezas da Irlanda e da Turquia, os representantes da Bélgica (Lucienne Zadworny), Finlândia (Hilkka Ruuska), Alemanha (Susanna Erichsen), Japão (Takayo Subuchi) e Suíça (Jacqueline Genton).

### Casting britânico
Com apenas cinco candidatas internacionais, Morley decidiu fazer um casting para recrutar competidoras locais britânicas, alguns dias antes da final, em 24 de julho de 1951 nas instalações do Lyceum Ballroom. As candidatas podiam ser solteiras, casadas ou divorciadas, com ou sem filhos, isso não importava. Este evento contou com a presença de uma das concorrentes internacionais, a sueca Kerstin Hakansson, que já havia conquistado o título de "A garota mais bonita da Suécia" e que havia chegado à capital britânica no dia anterior ao evento, sendo a primeiro das participantes internacionais a chegar à competição. “Kiki”, como preferia ser chamada, completou 22 anos exatamente no dia em que chegou a Londres (23 de julho) e comemorou seu aniversário durante o evento da seleção britânica. No final, Morley conseguiu ter um total de 24 participantes de todo o Reino Unido, além de uma garota de origem mexicana que estudava em Londres e que representaria seu país natal no concurso.
Entre as 24 belezas da Grã-Bretanha estavam: Aileen P. Chase, 20, de Southwick, Sussex, que mais tarde seria representante da Grã-Bretanha na primeira edição da Miss Universo no ano seguinte; Marlene Ann Dee, 19, da Weston Road; Brenda Mee, 18, de Derby; Elaine Pryce, 22, de Bolton; Sidney June Walker, 18, de Fleetwood; Nina Way, 21, de Edgware; Ann Rosemary West, 18, de Ilford; Fay Cotton, 18, de East Midlands, Maureen O'Neill, 19, de Palmers Green; Sylvia Wren, de 20 anos, de Dagenham, Norma Kitchen de 21, de Leeds; Margaret Morgan, 22, de West Kirby; e Thelma Kerr, 19, de Belfast, Irlanda do Norte. Além disso, Pat Cameron de Glasgow, Escócia; Margaret Mills, de Middleton; Jean Worthe, de Teddington; Mary McLaney de Clydebank, Escócia; Margaret Turner, de Birmingham; e Jean Sweeney, de Liverpool. Com essas 24 britânicas e as seis belezas internacionais, a disputa já tinha um total de trinta mulheres inscritas e o concurso prometia ser um sucesso.

### Candidatas internacionais e desistências
No dia seguinte, 25 de julho, foram as chegadas das últimas concorrentes da França, Jacqueline Lemoine, que se apresentou com o título de "Miss Bikini France" e a garota da Dinamarca, Lily Jacobson, uma estudante de 18 anos de idade de Copenhague, que foi eleita "Miss Bikini Denmark" no dia 18 de julho. No dia anterior, mais duas beldades estrangeiras se juntaram à competição, a holandesa Margaret van Beer e a americana Annette Gibson, de 20 anos, de Louisville, Kentucky.
Na tarde de quinta-feira, 26 de julho, um dia antes da final, Morley reuniu suas candidatas nos corredores da Empire Rooms, na Tottenham Court Road, junto banca julgadora, formada em sua maioria por executivos da Mecca, patrocinadores e organizadores do Festival da Grã-Bretanha. Era o dia do julgamento preliminar e 27 das 30 meninas originalmente registradas foram apresentadas. Mary Akroyd e mais duas lindas mulheres casadas decidiram não aparecer devido à objeção de seus maridos em se mostrar de biquíni diante dos olhos de outros homens.

### Sistema de pontuação e colocações finais
As 27 competidoras apareceram na noite de sexta-feira, 27 de julho, no Lyceum Ballroom, em Londres, diante dos juízes para a qualificação final, todas vestidas com pequenos biquínis. As jovens chegaram ao palco vestindo uma capa, e uma mulher, vestida com um uniforme de duende, estava atrás delas para remover a capa para que os juízes pudessem observar melhor seus atributos físicos. Em seguida, cada uma das participantes foi colocada em um pedestal com o seu respectivo número. O sistema de votação no primeiro concurso Miss Mundo era muito simples. Os juízes avaliaram 50% por figura, 20% por beleza facial, 20% por pose e 10% por aclamação da platéia. Os juízes selecionaram cinco participantes como finalistas, incluindo a britânica Aileen P. Chase (ela ficou em quinto lugar, embora essa posição não tenha sido oficialmente concedida. Ela recebeu apenas um buquê de flores no final do evento).
O quarto lugar e vencedora de £ 150, foi a loira e glamourosa "Miss France", Jacqueline Lemoine, 19 anos, nascida em Bayeux, mas moradora de Paris, vestindo um biquíni de oncinha. Jacqueline posteriormente se tornou uma atriz reconhecida em seu país e adotou Ventura como seu sobrenome. (Ela morreu em 2017 aos 85 anos de idade). O terceiro lugar, que obteve 250 libras esterlinas, foi para a britânica Doreen Gaffney-Dawne, casada, 28 anos, no bairro de Chelsea em Londres, mais tarde reconhecida como atriz e morreu em 2005. O segundo lugar, com um prêmio de 500 libras, foi para Laura Ellison-Davis, que também era casada, 26 anos, de Hammersmith, Londres.
E a vencedora, com o título de "Miss Mundo" e que recebeu um cheque de mil libras, foi a garota mais bonita da Suécia, Kerstin "Kiki" Margareta Hakansson, uma modelo de Estocolmo com 22 anos de idade, 1,80m em altura e medidas 37-23-36. Kiki também ganhou um colar de pérolas e reinou oficialmente por 475 dias, tornando-se a Miss Mundo com mais tempo no cargo. Ainda muitos anos depois, Eric Morley afirmou que Kiki tinha sido a Miss Mundo mais impressionante que ele já viu em um maiô (e de fato a única até agora que ganhou usando um biquíni minúsculo).

### Campeã
A encantadora sueca e suas três primeiras finalistas visitaram várias cidades britânicas, apresentando-se em salões de dança e cassinos de Mecca Dancing, a fim de promover o concurso. Durante seu reinado, Kiki viajou muito pela Inglaterra, Escócia, França, Itália, Alemanha e países escandinavos. Ela foi modelo de Christian Dior, Jacques Fath e Hermès em Paris e fez uma série de programas para a TV dinamarquesa dando dicas de beleza. Sendo Miss Mundo, ela recebeu um contrato de 7 anos como atriz de cinema por Carlo Ponti em Roma, mas ela o rejeitou porque era jovem demais para se comprometer por tantos anos.
Casou-se com o norueguês Ole Hartner em junho de 1952, mas logo se divorciou. Ela não passou o título a sua sucessora no ano seguinte, porque na época as vencedoras não eram coroadas. Ela estudou Alta Costura na Europa. Anos mais tarde, ela conheceu Dallas J. Anderson, em Wisconsin, durante um jantar em Lillehammer, na Noruega, onde estava para uma sessão de fotos. Dallas estava estudando na Universidade de Oslo e estava de férias em um resort de Lillehammer. Eles se apaixonaram e se casaram em 1962 em Copenhague, na Dinamarca e, em 1967, mudaram-se para os Estados Unidos, primeiro para Provo e depois para Orem, e Pleasant Grove, em Utah, onde trabalhou como professora. Mais tarde, morou em Neenah, Wisconsin, cidade natal de seu marido. Kiki teve três filhos, Orell Christian, Leif Erik e Linda Kristina. Em 1975, ela foi convidada como jurada do concurso Miss Mundo em Londres, um evento que comemorava seus 25 anos de existência. Ela ficou viúva em 2009 e atualmente, com 90 anos de idade, reside no noroeste do Pacífico.

## Resultados
| Posição   | País e Candidata                   |
| --------- | ---------------------------------- |
| Vencedora | Suécia - Kiki Håkansson            |
| 2º. Lugar | Grã-Bretanha - Laura Ellison-Davis |
| 3º. Lugar | Grã-Bretanha - Doreen Dawne        |
| 4º. Lugar | França - Jacqueline Lemoine        |
| 5º. Lugar | Grã-Bretanha - Aileen P. Chase     |

     Colocação não-oficial, revelada posteriormente ao final do evento.

## Candidatas
Disputaram o título este ano:

### Internacionais
- Dinamarca - Lily Jacobson
- Estados Unidos - Annette Gibson
- França - Jacqueline Lemoine
- Holanda - Margaret van Beer
- México - Nome desconhecido
- Suécia - Kiki Håkansson

### Britânicas
| - Grã-Bretanha - Aileen P. Chase - Grã-Bretanha - Ann Rosemary West - Grã-Bretanha - Brenda Mee - Grã-Bretanha - Doreen Dawne - Grã-Bretanha - Elaine M. Price - Grã-Bretanha - Fay Cotton - Grã-Bretanha - Jean Sweeney | - Grã-Bretanha - Jean Worthe - Grã-Bretanha - Laura Ellison-Davis - Grã-Bretanha - Margaret Mills - Grã-Bretanha - Margaret Morgan - Grã-Bretanha - Margaret Turner - Grã-Bretanha - Marlene Ann Dee - Grã-Bretanha - Mary McLaney | - Grã-Bretanha - Maureen O’Neill - Grã-Bretanha - Nina Way - Grã-Bretanha - Norma Kitchen - Grã-Bretanha - Pat Cameron - Grã-Bretanha - Sydney Walker - Grã-Bretanha - Sylvia Wren - Grã-Bretanha - Thelma Kerr |